# Syngonanthus flavidulus
Syngonanthus flavidulus là một loài thực vật có hoa trong họ Eriocaulaceae. Loài này được (Michx.) Ruhland miêu tả khoa học đầu tiên năm 1903.